# Albertina Osório
Albertina Osório da Cruz Misko, (Joanópolis, 24 de agosto de 1951) é uma ex-voleibolista brasileira que atuou como central em clubes e também pela Seleção Brasileira conquistou a primeira medalha a nível mundial para o voleibol feminino ocorrida na Universíada de Verão em 1973 conquistando duas vezes a medalha de prata no Sul-Americano de 1971 e 1975 respectivamente.

## Carreira
Albertina com 12 anos de idade saiu de sua cidade natal para morar em São José dos Campos, juntamente com seus pais, Benedito Osório da Cruz e Benedita de Oliveira, além de suas irmãs:Teresa Osório, Benedita Osório e Benta, sendo esta última também voleibolista do AE São José, apelidado de Vermelhinho, a equipe contando com Albertina era chamado na época de o sexteto "brasa", quando jogou ao lado das atletas: Teresa do Egito, Nazaré, Neusa, Linda e Lucília e também fez história com o elenco das reservas:Mércia, Menas, Marília Ricci, Auxiliadora, Carmen Lúcia, Bene e Marly. Antes de sua chegada na equipe eram as principais atacantes: Dirce Bombarda (esposa do técnico) e Marlene Pacheco, ambas encerrando a carreira.
Ao chegar para treinar na AE São José em 1967, Albertina logo encantou o técnico Wilson Bombarda, detalhe que sua experiência anterior limitava-se a competir apenas em jogos colegiais com a turma da Escola Estadual Maria Luiza de Guimarães Medeiros, do Bairro de Santana. Com apenas 16 anos já tinha um potencial a ser lapidado e com 1,68 de altura e aperfeiçoando o ataque, logo seria de grande utilidade no meio da rede, era peça que estava faltando para abrilhantar o time bicampeão dos Jogos Abertos do Interior.Por este clube foi tetracampeã consecutiva dos Jogos Abertos do Interior de 1967 a 1970.
Em 1971 foi sua última temporada em São José dos Campos, quando disputou os Jogos Abertos na cidade de Tupã, pois, após a posse do primeiro prefeito da Ditadura Militar, o voleibol foi marginalizado, a título de exemplo até mesmo a forte equipe de basquete masculino, onde jogava: Edvar, Pedro Yves e Josildo teve que ser desativado.
Em 1972 foi para capital e conseguiu jogar na forte equipe do Pinheiros e por esta equipe foi vice-campeã paulista, cujo técnico era Nilton Conrado.No ano de 1973 transferiu-se para o CAA Santo André e fez história nesta equipe e passou a se estabelecer no ABC e conquistou o título do Campeonato Paulista de 1975.
Através do desempenho de Albertina nas quadras surgiram várias convocações para as Seleções Paulista e Brasileira, época que o esporte universitário era bastante difundido, chegando a participar de duas edições da Universíada, a primeira que participara foi em Moscou em 1973, conquistando a medalha de bronze sendo a primeira conquista a nível mundial do vôlei feminino brasileiro e a outra edição realizada em Sofia-Bulgária em 1977; e teve várias conquistas nacionais no vôlei universitário .
Na década de 70 disputou duas edições do Campeonato Sul-Americano pela Seleção Brasileira, época da hegemonia peruana, terminando com a medalha de prata no Sul-Americano no Uruguai em 1971 e no Sul-Americano do Paraguai realizado em 1975, convocada pelo então técnico Celso Bandeira. Albertina jogou ao lado de Irena Figerova, Cássia Montanarini e Sílvia Montanarini, Cacilda, Helenise de Freitas, Célia Garritano, Eliana Aleixo, Maria Helena Decousseau.
Em sua vida pessoal conheceu João Marcos Geraldes Misko, um jogador de futebol de salão em 1971, com quem casou em 1982 e com teve seu filho João Vitor nascido em 1987. Albertina é Professora de Educação Física na Faculdade de Santo André, tem mestrado pela Universidade Salesiana. Mesmo aposentada ainda leciona na Faculdade de Santo André e se orgulha de ser lembrada como um dos grandes nomes do esporte de São José dos Campos.

## Clubes
| Clube           | País   | De   | Até   |
| AE São José     | Brasil | 1967 | 1971  |
| Pinheiros       | Brasil | 1972 | 1972  |
| CAA Santo André | Brasil | 1973 | 1975? |

## Títulos e Resultados
- Tetracampeã dos Jogos Abertos do Interior de São Paulo:1967, 1968, 1969 e 1970[1]
- Vice-campeã do Campeonato Paulista:1972[1]
- Campeã do Campeonato Paulista:1975[1]
- Bicampeã Brasileira Juvenil[1]
- Tricampeã Brasileira Adulta[1]
- Tricampeã Brasileira Universitária[1]